# Chiesa del Santissimo Rosario (Catanzaro)
La chiesa del Santissimo Rosario è un luogo di culto cattolico di Catanzaro.

## Storia
La quattrocentesca chiesa del Santissimo Rosario, inizialmente dedicata all'Annunziata, venne costruita sulle ceneri di un Ospedale per i poveri e, annesso ad essa, venne innalzato anche un convento gestito dai domenicani. Al giorno d'oggi, l'edificio del convento è adibito a caserma della Guardia di Finanza.
Secondo padre Giovanni Fiore, fu Nicolò Ruffo a fondare il monastero dell'Annunziata, dal quale poi derivò l'attuale chiesa, sotto la benedizione di papa Bonifacio IX.
Il complesso è stato ristrutturato numerose volte nel corso del tempo, soprattutto a causa dei danni riportati dai terremoti subìti dalla città di Catanzaro, come quelli del 1638, 1783 e quelli nel XIX secolo. Proprio a causa di questi ultimi, la struttura della chiesa rimase gravemente ferita, tanto da dover rimanere chiusa per oltre mezzo secolo, dal 1832 al 1891.
La chiesa custodisce manufatti serici realizzati tra il 1500 e il 1800, tra cui la Pianeta dei Borgia, paramento sacro ordinato da Papa Alessandro VI in occasione delle nozze tra Goffredo Borgia e Donna Sancia D’Aragona, poi diventati Principi di Squillace.
È stata consacrata il 21 maggio 1499 da Alessandro della Marra, arcivescovo di Santa Severina.

## Descrizione
La struttura della chiesa presenta una facciata in stile neoclassico, ristrutturata nel XIX secolo a seguito dei continui terremoti che colpirono la Calabria in quegli anni. L'altare maggiore, di tipo barocco e realizzato in madreperla e marmi policromi, è realizzato da Giuseppe e Silvestro Troccoli.
All'interno dell'edificio, tra le decorazioni in stucco risalenti al 1770 e una serie di paraste sormontate da capitelli corinzi, vi sono numerose opere artistiche molto pregiate, tra cui una statua della Madonna della Purità, del 1613, commissionata dal gesuita Stefano de Maio e realizzata da Francesco Cassano, il dipinto della Madonna della Vittoria, che va a commemorare la battaglia di Lepanto, e quello della Madonna del Rosario, del pittore olandese Dirk Hendricksz realizzato nel 1615, e la scultura del Redentore, originario di Napoli e risalente al XV secolo. È presente nella chiesa il monumento funerario, realizzato nel 1712, di Gaetano Rocca.
La scalinata esterna venne costruita nel 1871 come conseguenza della sistemazione stradale di quel periodo, mentre l'edificio è a croce latina a navata unica, con quattro cappelle per lato.
La chiesa si trova alle spalle della cattedrale di Catanzaro.